# Joseph Tavernier
Pour les articles homonymes, voir Tavernier.
Joseph Tavernier, né à Vannes le 24 janvier 1802 et mort à Saint-Josse-ten-Noode le 24 juillet 1859, est un peintre, un aquarelliste et un graveur français également actif en Belgique, où il s'installe en 1833. Son champ pictural couvre les paysages, les marines, les vues urbaines et de sites historiques.
Le Musée royal de Mariemont conserve une vue des ruines du domaine et le Rijksmuseum Amsterdam conserve une gravure présumée de l'artiste. Lors du Salon de Bruxelles de 1836, il obtient une médaille d'argent et une médaille de vermeil au Salon de Bruxelles de 1848. 

## Biographie

### Famille
Joseph (Jean Joseph) Tavernier, né à Vannes le 24 janvier 1802, est le fils de Louis Tavernier (1769-1827), natif de Saint-Marcel en Saône-et-Loire, officier français chevalier de la Légion d'honneur, et d'Elisabeth Plancherel, née à Belfort en 1781. En 1826, à Saint-Marcel, Joseph Tavernier épouse Jeanne Camille Lardet, résidant à Puligny-Montrachet, née vers 1805.

### Carrière
D'abord actif à Chalon-sur-Saône, Joseph Tavernier expose pour la première fois au Salon de Paris de 1831. En 1833, il s'établit à Bruxelles et commence à exposer aux salons triennaux belges, où il se présente à 19 reprises. Il obtient une médaille d'argent au Salon de Bruxelles de 1836 et une médaille de vermeil au Salon de Bruxelles de 1848. 
Il meurt, à l'âge de 57 ans, rue de l'Artichaut no 8 à Saint-Josse-ten-Noode, le 24 juillet 1859. Le peintre belge Charles Billoin est l'un des deux déclarants du décès. Ses funérailles ont lieu deux jours plus tard à l'église de Saint-Josse-ten-Noode.

## Œuvre

### Caractéristiques

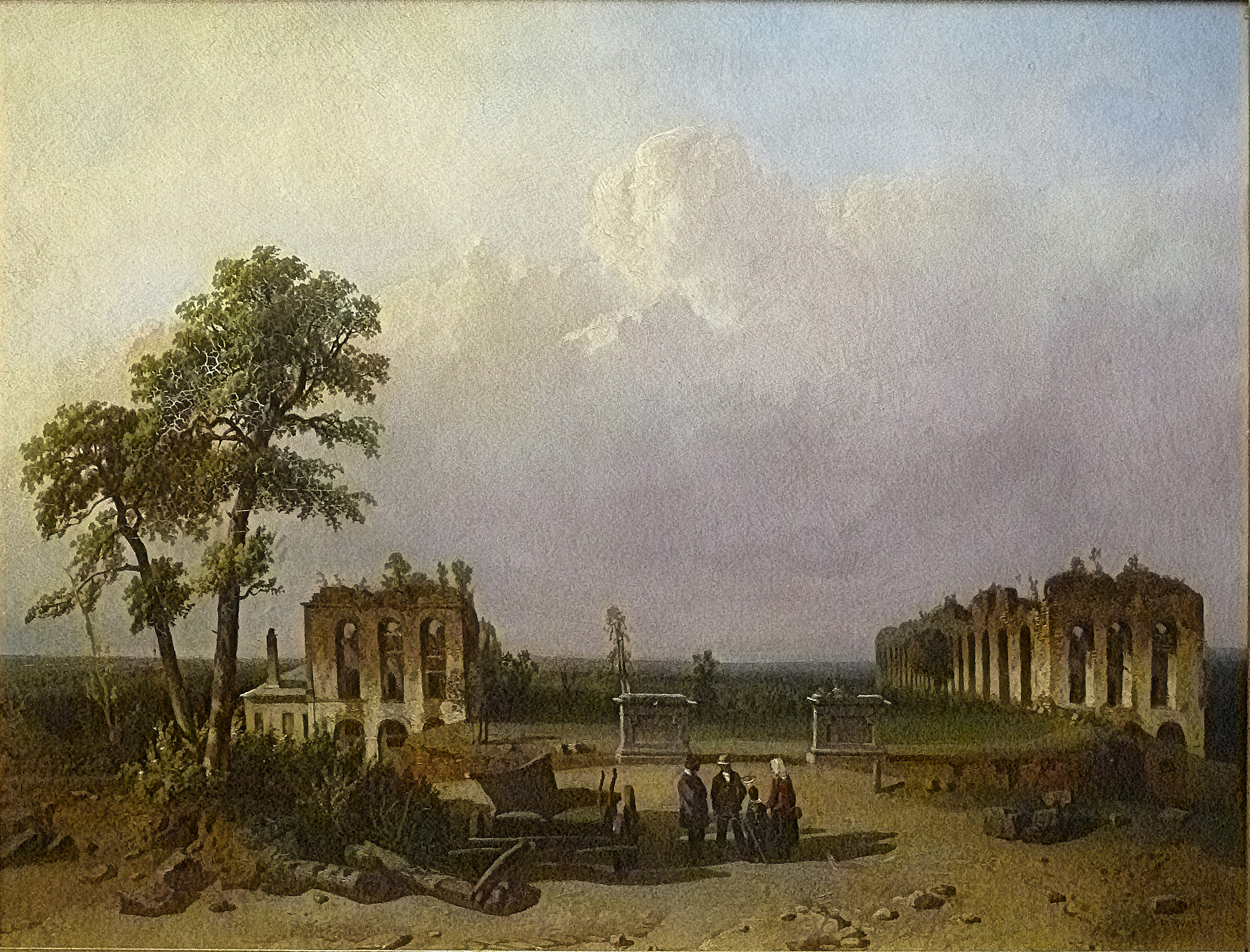
Ruines du château de Mariemont, 1859, huile sur toile conservée au Musée royal de Mariemont.

Joseph Tavernier est peintre et graveur. Au début de sa carrière, il privilégie les vues urbaines, dont la vigueur et le dessin sont favorablement appréciés. Puis après 1833, il peint des paysages, des marines et des sites historiques ruraux, également prisés.
Lors du Salon de Bruxelles de 1836, le critique Louis Alvin écrit que sa Vue prise aux environs de Belleville est un des paysages remarquables de l'exposition. Le ton général est excellent, le feuillé est d'une jolie couleur. La fontaine surmontée d'une croix gothique et adossée à une voûte d'aqueduc est gracieusement environnée d'un bouquet d'arbres et de broussailles. Les figures sont naïves et dénotent toutefois plus de sentiment que d'habitude. L'effet général est brillant et original, il a de l'air et de la profondeur.
En 1848, le quotidien L'Indépendance belge publie un article élogieux au sujet des œuvres que Joseph Tavernier a exposées au Salon de Bruxelles. Il y a de la poésie dans La Nuit d'été de M. Tavernier. Deux hommes dans une barque traversent traversent une pièce d'eau qu'entourent de grands arbres, et au milieu de laquelle la lune projette des reflets brillants. Le tableau n'est ni trop sombre, ni trop lumineux. Bien que participant de la lumière de la lune, les objets conservent juste ce qu'il faut de leur valeur particulière. Dans sa Fontaine, effet du matin, si la nature n'y est pas très exactement rendue, l'effet en est pourtant agréable.

### Expositions

#### Belgique
- Salon de Bruxelles de 1833 : Fabriques prises à Bruxelles sur la Senne et Fabriques aux environs de Marseille[5].
- Salon d'Anvers de 1834 : Passage d'un bac en Normandie[6].
- Salon de Gand (XVI) de 1835 : Les Étroits près de Lyon ; clair de lune et Château d'Istengence[7].
- Salon de Bruxelles de 1836 : Vue prise aux environs de Belleville (médaille d'argent)[8].
- Salon de Gand (XVII) de 1838 : Ruines de la chapelle Saint Bruno près de Bourg (France) et Ruines d'un aqueduc romain près d'Orange (France)[9].
- Salon de Bruxelles de 1839 : Restes d'une abbaye (Abbaye de Villers)[10].
- Salon de Gand (XVIII) de 1841 : Hôtel de Mgr le duc d'Arenberg à Bruxelles (appartient à S.A.S. le duc d'Arenberg)[11].
- Salon de Bruxelles de 1842 : Vue prise dans les environs de Namur[12].
- Salon de Gand (XIX) de 1844 : Ruines ; clair de lune[13].
- Salon de Gand (XX) de 1847 : Moulin à eau[14].
- Salon de Bruxelles de 1848 : Nuit d'été (médaille de vermeil), Une allée de pins, hiver,  Cloître de Nivelles et Une fontaine ; effet du matin[15].
- Salon d'Anvers de 1849 : Ferme en Flandre, Ruine d'un château féodal et Pêche à l'étiquette[16].
- Salon de Gand (XXI) de 1850 : Grotte ; effet de lune et Paysage soleil couchant[17].
- Salon de Bruxelles de 1851 : Ruines de l'abbaye de Villers ; effet de lune[18].
- Salon d'Anvers de 1852 : Côtes de Bretagne, marée basse[19].
- Salon de Gand (XXII) de 1853 : Clair de lune[20].
- Salon de Bruxelles de 1854 : Vue générale de Calais, Vue prise dans le Dauphiné, Vestibule d'un couvent et Intérieur rustique à Bruxelles[21].
- Salon d'Anvers de 1855 : Petite ferme près de Malines[22].
- Salon d'Anvers de 1858 : Vue générale de Calais[23].

#### France
- Salon de Paris de 1831 : Vue de l'hôpital de Lyon[24].
- Salon de la ville de Lille de 1834 : Vue d'un moulin, prise aux environs de Semur[2].
- Salon de Paris de 1853 : Vue générale de Calais et Marée basse ; clair de lune[25].

### Collections muséales
- Musée royal de Mariemont, en Belgique : une huile sur toile représentant une vue des ruines du domaine de Mariemont.
- Rijksmuseum Amsterdam : une gravure attribuée à l'artiste, intitulée Vue de Grenoble avec trois femmes, dont l'une porte une cruche sur la tête[26].